# キリスト教と同性愛
キリスト教と同性愛（キリストきょうとどうせいあい、英語: christianity and homosexuality）についての見解は、教派、また教役者、聖職者等個々人によって大きく異なり、罪とする立場から積極的に受容する立場まで幅広い。
新約聖書のパウロ書簡では、「偶像崇拝や婚前性交渉、魔術や占いをする者と共に『男色する者』は神の国を相続しない」と第一コリント6章9-10節にある。これに対し、同性愛を受容する人々は、イエスは特には言及していないことを受容論の根拠とする例がある。否定論を唱える人々は、旧約聖書、新約聖書の一貫性や聖書無謬論に立つ。

## 概要
キリスト教の影響を受けた欧米諸国では伝統的に、同性愛は聖書において指弾される性的逸脱であり、宗教上の罪(sin)とされてきた。
一方、近年の欧米諸国においては、「同性愛も異性愛と同様に生まれつきの性的指向であり、不当な扱いをされるべきではない」との認識が広まっている。ただ、欧米諸国においても同性愛に対して、宗教的観点、道徳、倫理を主張する立場から問題とする意見も有力である。
同性愛の容認傾向が広まっている現状に対する積極的肯定と非難、およびその間に位置づけられる様々な見解がキリスト教の中にある。旧約聖書では創造神ヤハウェは、「男と女が結ばれるべきだ」と命令している。
古代宗教史や聖書学などの新しい研究成果を用いて聖書のメッセージを読み取ろうとする聖職者・研究者らは、現代的な意味での同性愛（者）について聖書は何も語っておらず、そこからは性的指向が自然に同性に向く同性愛者についての特別な指針は読み取れないとすることが多い。
聖書を字義通りに受け取ることを重視する教役者・聖職者等は、同性愛結婚を恋愛感情や成人の欲求による結婚文化の弱体化と腐敗とした。2009年には、アメリカ合衆国・マンハッタンで、福音派教会、正教会、カトリック教会の指導者は、共同声明マンハッタン宣言を発表した。結婚は「生命の創出と繁栄と保護」と「一組の男女間で結ばれる契約」であり、健康、教育、富を維持する制度であることから、同性愛間の結婚の反対を宣言している。
同性愛者の人権は尊重するが同性愛行為は罪であり認められないとする立場もある。カトリック教会もカテキズムにあらわされた公式の教えとしては「同性愛行為に及べば宗教上の罪となるが同性愛の欲求を持っているというだけでは罪ではなく、むしろ尊重されるべき」という立場である。同性愛とカトリックを参照。就任後の教皇フランシスコも同趣旨の発言を行っている。
同性愛者の人権を容認するかしないかといった二者択一的な見解ばかりがある訳ではなく、教会として同性愛を宗教上の罪(sin)とみなしこれに反対するものの、同性愛者に対する迫害・差別については認めないとするモスクワ総主教キリル1世のような見解もある。
南アフリカ共和国聖公会の元大主教デズモンド・ムピロ・ツツ（Desmond Mpilo Tutu, 1931年10月7日 - ）は、アムネスティ・インターナショナル英国の出版した『Sex, Love & Homophobia（性と愛とホモフォビア）』に序文を寄せ、「ホモフォビアは人間性に対する罪であり、アパルトヘイト政策と同じく、いかなる意味においても正当化されえない。」「黒人は本人にはいかんともしようのない肌の色によって追い責められたが、性的指向によって差別される人々も同じ目にあっている。」と記している。
同性愛者によって設立され、同性愛者ほかの性的少数者を積極的に受け入れる教会として、アメリカに、メトロポリタン・コミュニティ教会がある。
日本では同性愛者であることをカムアウトしたうえで日本基督教団で正式に按手を受けた牧師として堀江有里牧師、平良愛香牧師、中村吉基牧師、池田季美枝牧師らがおり、平良愛香が代表を務めるエキュメニカルな性的少数者キリスト者グループであるキリストの風集会は、1995年より東京都内で月一回の定例礼拝を守っている。中村吉基牧師が代表をつとめる新宿コミュニティー伝道所は、「さまざまな性指向を持つ人びと」による礼拝を毎週行なっている。池田季美枝牧師は、2007年より市川東教会（旧・冨貴島教会）の主任牧師として、「女性や男性――さまざまな性指向・性自認を持つ人びと、子どもや高齢者、教会に来るのが初めての人、神の子イエスによる魂の癒しを求め教会を訪れるすべての人に開かれた教会」としての宣教・礼拝を行っている。また、日本基督教団所属の富田正樹牧師は、自分自身は同性愛者では無いが、聖書の中の同性愛に関する記述を吟味した結果として同性愛を容認するという立場を公にしている。
日本聖公会では、聖公会中部教区宣教部性的少数者プロジェクトとして「性的少数者とともに捧げる聖餐式」を執行しており、性別不合の女性司祭であるアンブロージア後藤香織司祭がその任にあたっている。

## 教会分裂の顕在化
こうした見解の差異は正教会、カトリック教会といった教会内にはほとんど存在しないが、同性愛に対する見解の大きな差異を内部に抱えた教派（聖公会、プロテスタントのうちの幾つかの派）においては、教会組織の大規模な分裂が起きているか、もしくは起きつつある。
特に保守派とリベラル派の見解の差が著しい聖公会（アングリカン・コミュニオン）において分裂傾向は深刻である。米国聖公会では、同性結婚の祝福、公然同性愛者の主教按手といった強いリベラル寄りの姿勢を示す同教会に対して「伝統から外れた」と反発する保守派が多数離脱、北米聖公会が樹立された。こうした聖公会の分裂は北米に限らない。カンタベリー大主教ローワン・ウィリアムズと、ローマ教皇ベネディクト16世はバチカンで2009年11月29日に急遽会談したが、これはカトリック教会が同年10月20日に、同性愛者の按手および結婚祝福、女性聖職に対して「不快感を持つ人を受け入れる」使徒憲章を公布すると発表した事に、ウィリアムズ大主教が即座に反応したもの。大主教側と教皇側の双方がこの会談を「友好的」であり「エキュメニズムの前進の確認」であるとしたが、共同声明は行われなかった。ブルーノ・バルトローニによれば、双方がエキュメニズムが失敗した事を認め、カトリック教会は女性司教・司祭の問題において妥協しないことが明らかになったとされる。英国国教会の所属教会のうち、450の教会が英国国教会を離脱してカトリック教会に移る事を検討中であると伝えられている。
アメリカ福音ルター派教会でも同性愛に対する認識を巡り、分裂が顕在化している。
2009年11月20日に、アメリカ合衆国の福音派、カトリック教会、北米聖公会、正教会といった、教派を超えた指導者152名（発表前日時点）が署名したマンハッタン宣言が発表された。この宣言は同性結婚、人工妊娠中絶への反対をうたっている。
｢キリスト教世界三大異端｣と呼ばれる末日聖徒イエス・キリスト教会（モルモン教）、エホバの証人、世界平和統一家庭連合（旧：統一教会）といった宗派ではいずれも同性愛を認めていない。